# Rhizotrogini
Rhizotrogini Burmeister, 1855 è una Tribù di coleotteri appartenenti alla famiglia Scarabaeidae.

## Descrizione

### Adulto

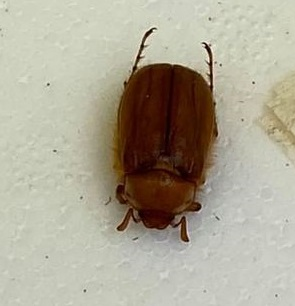
Firminus ciliatus, endemita italiano.

I Rhizotrogini si presentano come coleotteri di dimensioni medio-piccole, oscillanti tra i 10 e i 20 mm di lunghezza. Molte specie presentano strie verticali più o meno evidenti sulle elitre o chiazze sul pronoto. Caratteristiche fondamentali dei Rhizotrogini sono le spine terminali delle metatibie che sono ravvicinate tra loro, oltre alle clave antennali che sono costituite da 3 articoli.

### Larva
Le larve sono della tipica forma a "C", con testa e zampe sclerificate.

## Biologia
La stragrande maggioranza delle specie si nutre di radici di piante erbacee. Più diversificati sono gli sfarfallamenti, dato che vi sono specie che compaiono in momenti diversi nell'arco dell'anno, come Firminus ciliatus, che vola in Inverno, Rhizotrogus aestivus e Holochelus fraxinicola che volano in Primavera, Aplidia transversa e Amphimallon solstitiale che volani in estate e Amadotrogus insubricus, che invece vola in autunno. Inoltre alcune specie sono di abitudini diurne mentre altre volano al crepuscolo.

## Distribuzione
I Rhizotrogini sono distribuiti in tutto il mondo, eccezion fatta per le regioni polari.
In Italia sono presenti le seguenti specie:
- - Genere: Amadotrogus (Reitter, 1902);
    - Amadotrogus grassii (Mainardi, 1902);
    - Amadotrogus insubricus (Burmeister, 1855);
    - Amadotrogus quercanus (Burmeister, 1855);
    - Amadotrogus tarsalis (Reiche, 1862);
    - Amadotrogus vicinus (Mulsant, 1842);

  - Genere: Amphimallon (Latreille, 1825);
    - Amphimallon assimile (Herbst, 1790);
    - Amphimallon atrum (Herbst, 1790);
    - Amphimallon burmeisteri (Bresnke, 1886);
    - Amphimallon fuscum (Scopoli, 1786);
    - Amphimallon gianfranceschii (Luigioni, 1931);
    - Amphimallon javeti (Sterlin, 1864);
    - Amphimallon majale (Razoumowsky, 1789);
    - [Amphimallon montanum (Zur Strassen, 1954)];
    - Amphimallon ochraceum (Knoch, 1801);
    - Amphimallon pini (Olivier, 1789);
    - Amphimallon pseudomajale (Sabatinelli, 1977);
    - Amphimallon solstitiale (Linnaeus, 1758);
    - Amphimallon vitalei (Luigioni, 1932);

  - Genere: Aplidia (Hope, 1837);
    - [Aplidia attenuata (Reiche, 1862)];
    - Aplidia etrusca (Kraatz, 1882);
    - Aplidia hirticollis (Burmeister, 1855);
    - Aplidia massai (Baraud, 1975);
    - Aplidia transversa transversa (Fabricius, 1801);
    - Aplidia villigera (Burmeister, 1855);

  - Genere: Firminus (Coca-Abia, 2003);
    - Firminus baudii (Brenske, 1886);
    - Firminus bellieri (Reiche, 1862);
    - Firminus ciliatus ciliatus (Reiche, 1862);
    - Firminus ciliatus vexillis (Reitter, 1902);
    - Firminus fossulatus (Mulsant & Rey, 1859);
    - Firmunus procerus (Baudi, 1870);

  - Geotrogus (Guérin-Menéville, 1842);
    - Geotrogus euphytus lamantiai (Sparacio, 2014);
    - Geotrogus genei (Blanchard, 1851);
    - Geotrogus michaelis (Sparacio, 2014);
    - Geotrogus pellegrinensis (Brenske in Ragus, 1893);
    - Geotrogus sicelis (Blanchard, 1851);
    - Geotrogus vorax (Marseul, 1878):

  - Genere: Holochelus (Reitter, 1889);
    - Holochelus fraxinicola (Sturm & Hagenbach, 1825);
    - Holochelus vernus (Germar, 1824);

  - Genere: Rhizotrogus (Latreille, 1825);
    - Rhizotrogus aestivus (Olivier, 1979);
    - Rhizotrogus cicatricosus (Mulsant, 1842);
    - Rhizotrogus maculicollis (A. & G.B. Villa, 1833);
    - Rhizotrogus marginipes (Mulsant, 1842);
    - Rhizotrogus pallidipennis (Blanchard, 1851);
    - Rhizotrogus romanoi (Sabatinelli, 1975);
    - Rhizotrogus sassariensis (Perris, 1869);
    - Rhizotrogus siculus (Baraud, 1970);
    - Rhizotrogus tatianae (Sparacio & Muscarella, 2024).

## Galleria d'immagini

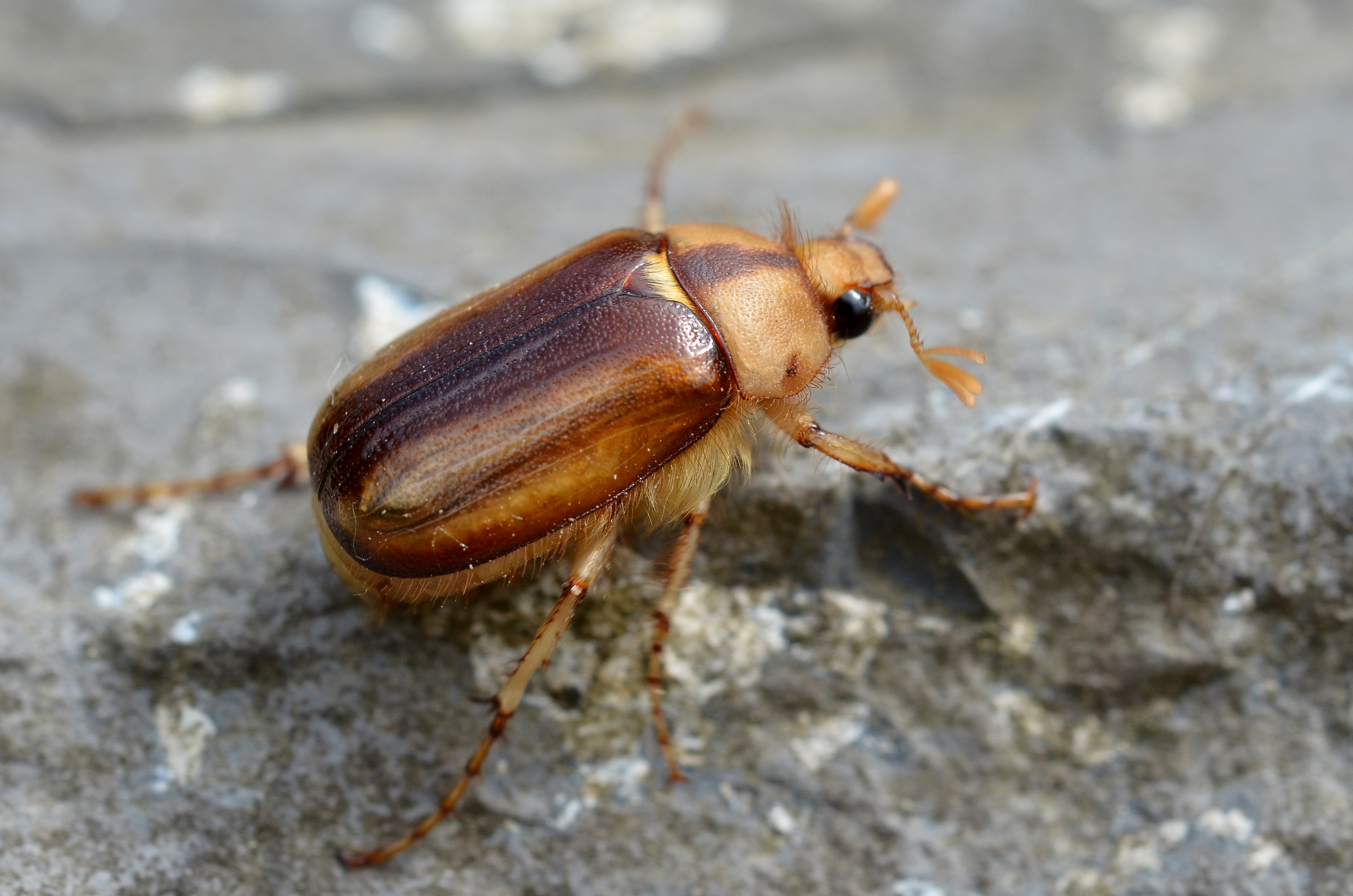
Rhizotrogus aestivus (Olivier, 1789)
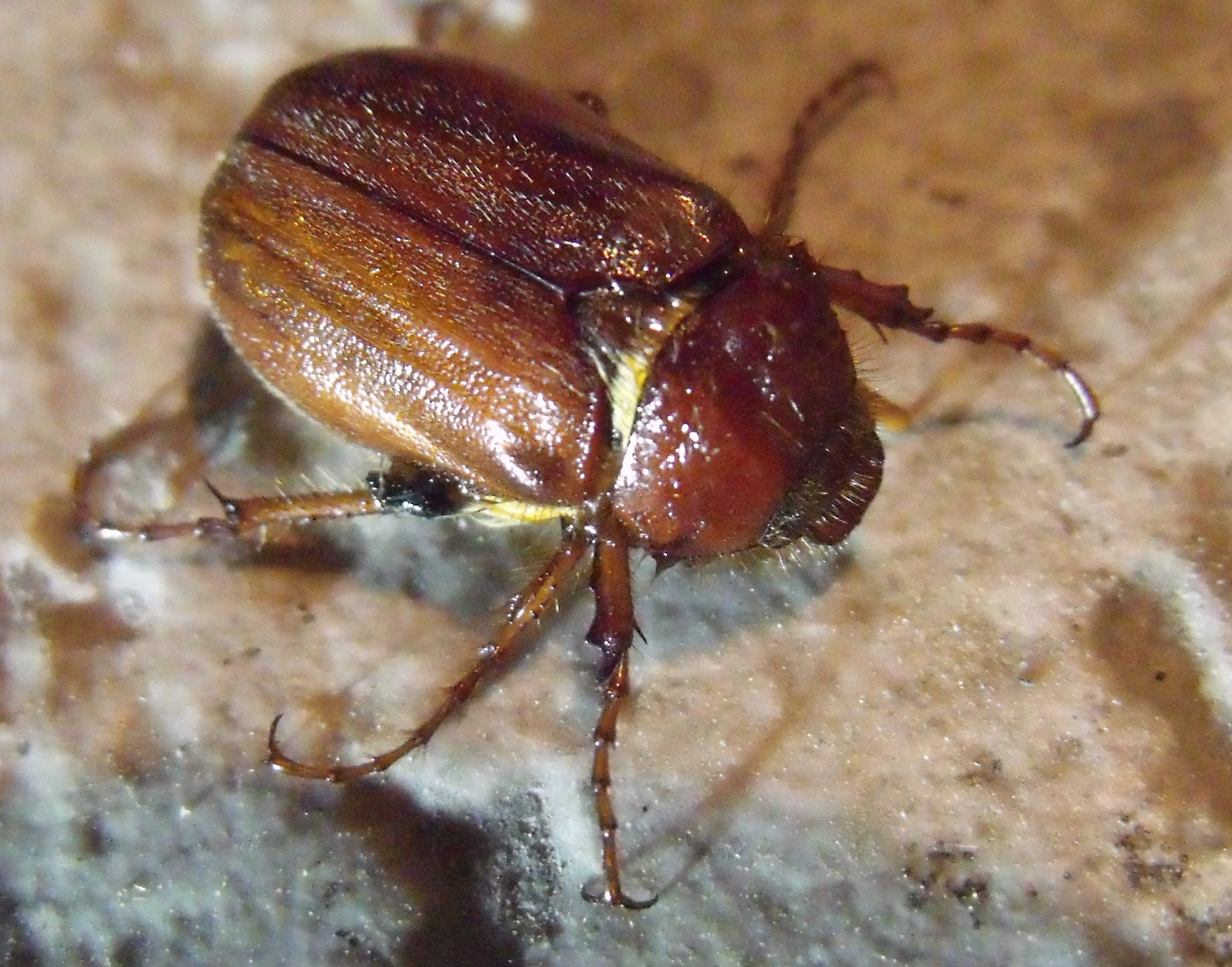
Holochelus fraxinicola (Sturm & Hagenbach, 1825)
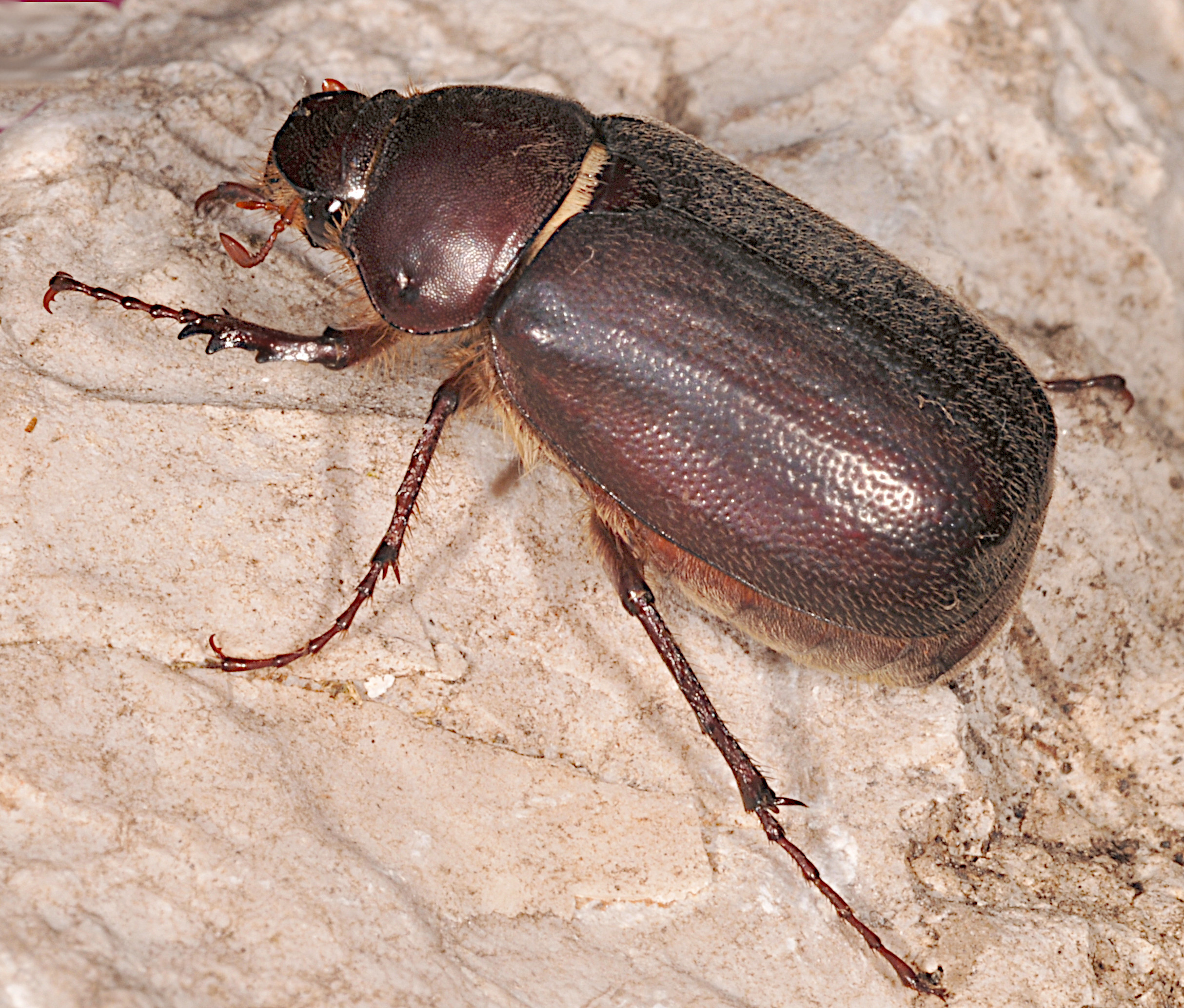
Aplidia transversa (Fabricious, 1801)
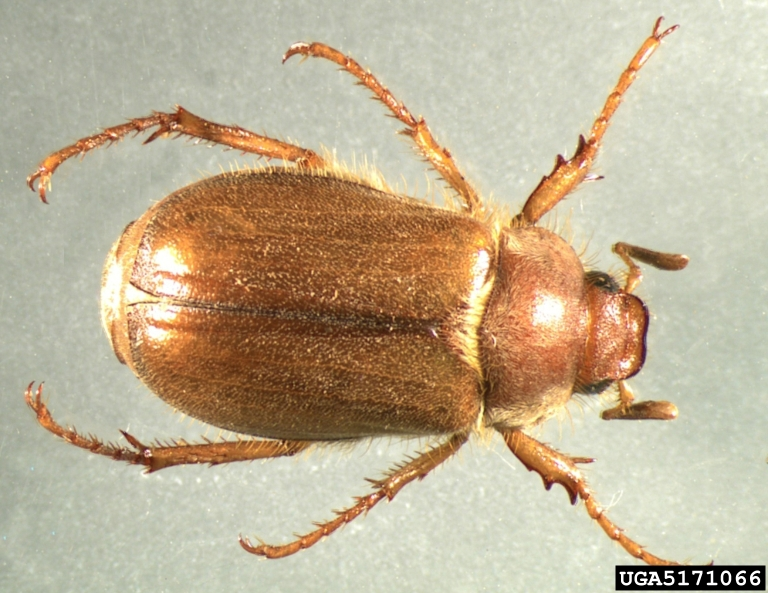
Amphimallon majale (RAZOUMOKOWSKY, 1789)
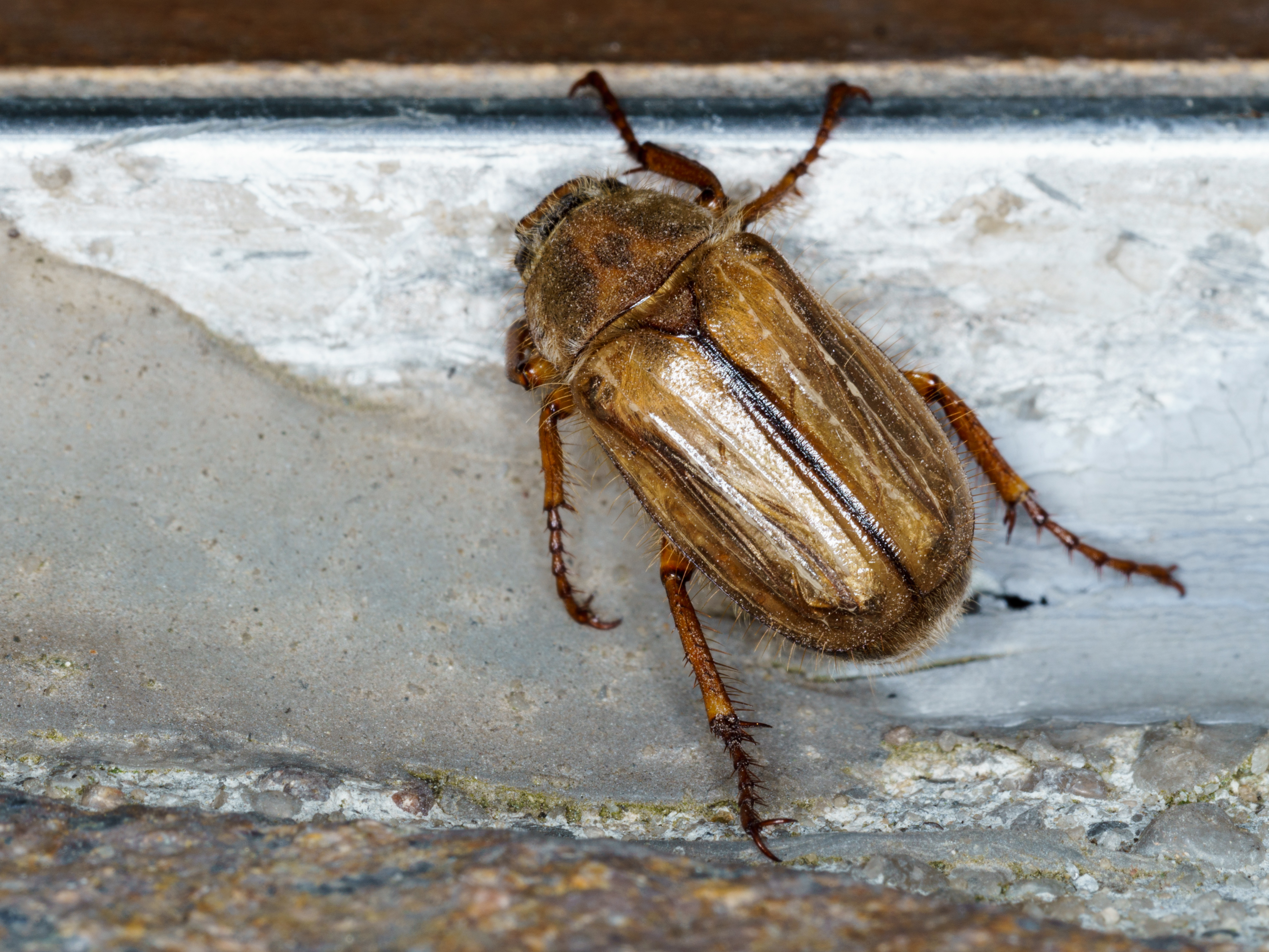
Amphimallon solstitiale (Linnaeus, 1758)
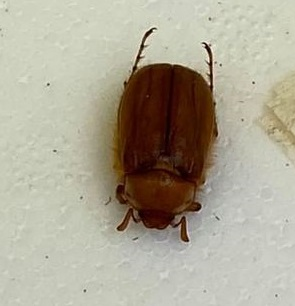
Firminus ciliatus (Reiche, 1862)